# 1980 en aéronautique
Chronologie de l'aéronautique
- 1976
- 1977
- 1978
- 1979
- 1980
- 1981
- 1982
- 1983
- 1984

Cet article présente les faits marquants de l'année 1980 en aéronautique.

## Événements

### Mars
- 11 mars : Indústria Aeronáutica Neiva devient une filiale d'Embraer.
- 26 mars : création d'Arianespace[1].
- 28 mars : livraison du 1 000e Learjet.

### Avril
- 3 avril : le prototype de l'avion d'affaires Bombardier Challenger 600 s'écrase dans le désert des Mojaves tuant son pilote.
- 18 avril : la compagnie aérienne Air Rhodesia devient Air Zimbabwe.
- 24 avril : lancement de l'opération Eagle Claw, visant à libérer les otages américains détenus dans leur ambassade de Téhéran. Celle-ci est un échec coûteux.

### Juin
- 5 juin : lancement de la nouvelle capsule spatiale soviétique lors de la mission Soyouz T-2.
- 13 juin : livraison du seizième et dernier Concorde à British Airways.
- 23 juin : premier vol de l'avion de voltige Mudry CAP 21.
- 27 juin : tragédie d'Ustica ; 81 personnes meurent dans l'accident d'un Douglas DC-9-15 civil en mer Tyrrhénienne, lors d'un vol Bologne-Palerme.

### Juillet
- 8 juillet : le vol 4227 Aeroflot s'écrase près d'Alma-Ata ; 166 personnes sont tués.
- 21 juillet : lors d'une cérémonie officielle, le General Dynamics F-16 est officiellement surnommé Fighting Falcon.

### Août
- 16 août : premier vol de l'avion d'entraînement brésilien Embraer EMB 312 Tucano.
- 19 août : l'accident du vol 163 Saudia fait 301 victimes.

### Septembre
- 16 septembre : premier vol de l'avion d'entraînement taïwanais AIDC AT-3 Tzu-Chiang.
- 22 septembre : début de la guerre Iran-Irak.
- 26 septembre : premier vol de l'avion de ligne chinois Shanghai Y-10.

### Octobre
- 2 octobre : un Westland Sea King procède au sauvetage des 22 hommes d'équipage du cargo suédois Finneagle, alors que le vent souffle à 130 km/h.
- 5 octobre : mise en service du McDonnell Douglas MD-80.

### Novembre
- 6 novembre : premier vol de l'avion à propulsion électrique MacCready Solar Challenger (en).
- 9 novembre : dernier vol commercial d'un De Havilland Comet[2].
- 14 novembre : premier vol de l'avion léger Socata TB-20.

### décembre
- 7 décembre : premier vol commercial entre les États-Unis et la Chine depuis 1949. C'est la Pan Am qui inaugure cette nouvelle ère des relations américano-chinoises en reliant New York et Pékin via Tokyo.